# Coccobius townsendi
Coccobius townsendi är en stekelart som först beskrevs av Howard 1914.  Coccobius townsendi ingår i släktet Coccobius och familjen växtlussteklar. Inga underarter finns listade i Catalogue of Life.